# Parafia św. Józefa Oblubieńca Najświętszej Maryi Panny i Podwyższenia Krzyża Świętego w Ozorkowie
Parafia pw. Świętego Józefa Oblubieńca Najświętszej Maryi Panny i Podwyższenia Krzyża Świętego w Ozorkowie należąca do dekanatu ozorkowskiego, archidiecezji łódzkiej, metropolii łódzkiej. Siedziba i kościół parafialny znajdują się w Ozorkowie przy pl. Jana Pawła II.

## Historia
Parafię erygowano w roku 1660, natomiast w Słowniku Geograficznym Królestwa Polskiego data utworzenia parafii w Ozorkowie nie została podana, określona jako niewiadoma. Podawano również datę 1794 r., jak i argumenty, jakoby parafia nie mogła powstać przed 1807 r, opierając się m.in. na opisie kościoła z 1811 r. oraz braku wiarygodnych dokumentów.

### XVI wiek
Według rejestru podatkowego z 1552 r. oraz rejestru poborowego w 1576 roku, Ozorków znajdował się w granicach parafii Solca Wielka. Wieś znajdowała się wtedy na pograniczu porośniętej puszczą wysoczyzny oraz nizinnej pradoliny o zabagnionych rozlewiskach Bzury. Liczyła dwa łany powierzchni, z dwoma zagrodnikami, dwoma osadnikami, młynem i karczmą.

### XVII wiek
Prawdopodobnie pod koniec XVI wieku, Mikołaj Szczawiński, kasztelan brzeziński i łęczycki, uposażył kościół i klasztor, o czym informuje napis na pomniku grobowym:

„(...) Templum hoc cum monasterio a fundamentis extructum bonisque locupletatum testantur. (...)”

Pomimo to, ufundowanie klasztoru w Ozorkowie w owym czasie nie doszło do skutku, z przyczyn nie sprecyzowanych. Jednak według innej wersji, zapis ów dotyczył jednak fundacji kościoła i klasztoru w Łęczycy w 1603 r.:

„Mikołaj (...) dziedzic na Szubsku, (...) fundowawszy w r. 1603. w Łęczycy panny zakonne Ś. Norberta, kościół im i klasztor wymurował, (...) kościół ubogacił, kędy po śmierci, która przypadła na rok 1620. zwłoki jego ciała złożone, z nagrobkiem, który mu Jan Szymon Sczawiński, starosta na ten czas Łęczycki, wystawił.”

Według zapisu z 1654 r. Jan Szymon Szczawiński, właściciel Ozorkowa, nakazał wybudować kościół murowany z cegły, jako kaplicę dworską. Dzięki temu nie musiał przemieszczać się do parafialnego kościoła w Solcy Wielkiej, który do owego czasu, był najbliżej położonym kościołem, a dojazd bywał uciążliwy z powodu wpływu warunków atmosferycznych na ówczesne drogi. Według podań, miało się to stać po ocaleniu podczas polowania na dziki.
Pierwotny kościół zachował się jako prezbiterium i część nawy głównej obecnego (w XXI w.) kościoła. Na ten cel, na dobrach Strzeblew jako darowiznę zabezpieczono 5 tys. ówczesnych zł, a także przekazano place pod budowę kościoła, szkołę, budynki parafialne, grunty uprawne, ogrody, dwóch zagrodników i kilka przywilejów. Żona Szczawińskiego, Regina z Sierakowskich, wraz z córką Barbarą Donicellą, wzbogaciła zapis fundacji. Realizacja została zahamowana na skutek wojny polsko-szwedzkiej. Budowę kościoła zrealizowano po śmierci J. S. Szczawińskiego, staraniem jego żony.
Uroczystej konsekracji kościoła dokonał biskup Jan Różycki, biskup chełmski, 15 kwietnia 1668 roku. Po lewej stronie znajdował się dom z ogrodem i polem uprawnym plebanii.

### XIX wiek

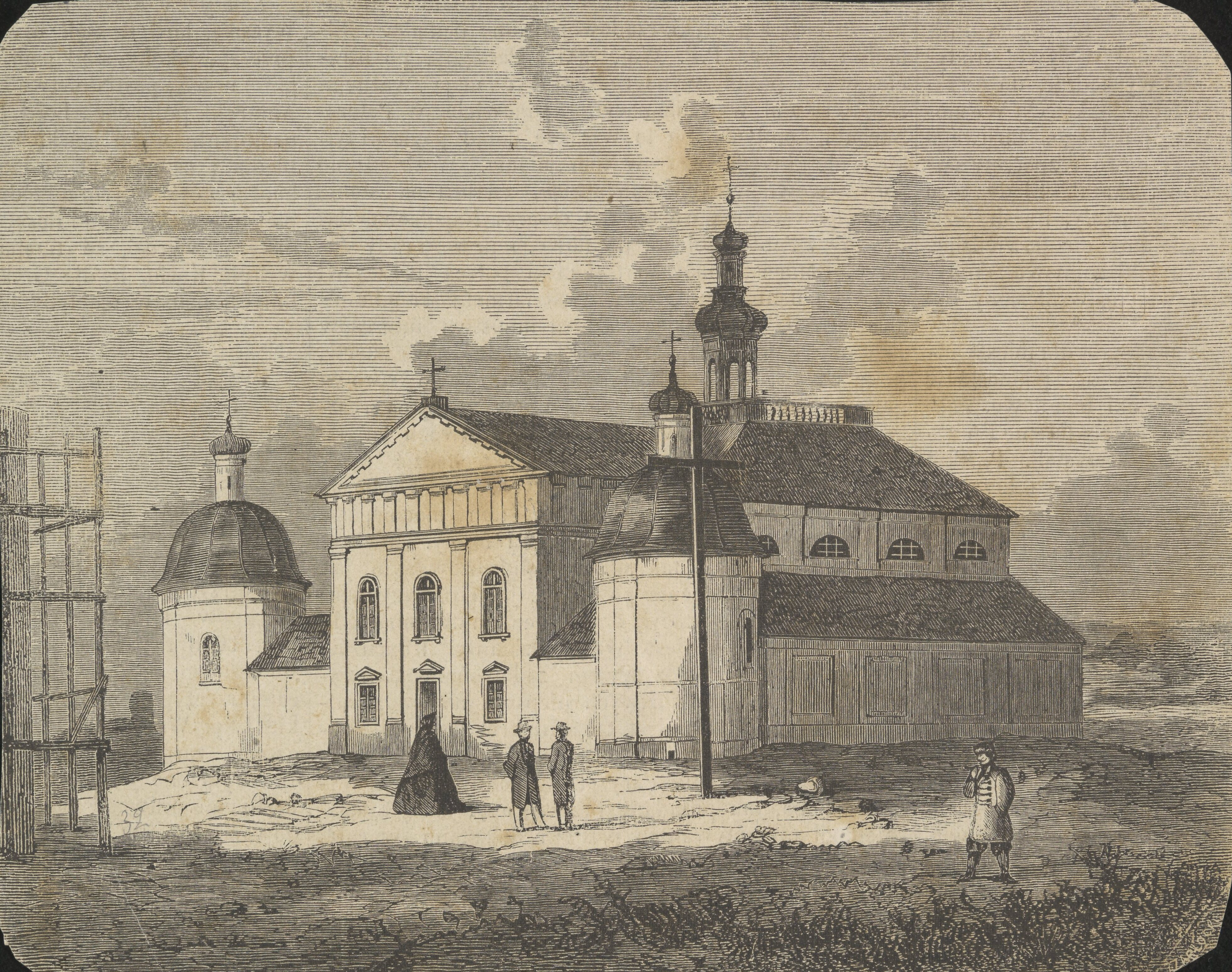
Kościół parafialny w XIX wieku

W 1807 r. za sprawą starań Ignacego Starzyńskiego, do Ozorkowa zaczęli napływać koloniści. Wpierw głównie ewangelicy, następnie, gdy rozwinął się przemysł, rzymskokatoliccy migranci z okolicy. W 1816 r., Ozorków otrzymał prawa miejskie i powstawał ośrodek przemysłu włókienniczego. Miasto się rozwijało, wzrosła liczba wiernych parafii. Naonczas kościół wymagał prac remontowych lub przebudowy. Do tego czasu przetrwał bez większych zmian.
Według wykazu hipotecznych dóbr ziemskich z 9 maja 1820 r., posiadanych przez Ignacego Starzyńskiego, parafii w Ozorkowie przysługiwało 13 720 ówczesnych złotych polskich dziesięciny rocznej. Sąsiedniej parafii w Solcy Wielkiej zapisano 30 ówczesnych złotych polskich. Dofinansowywano również klasztor Norbertanek i kapitułę w Łęczycy.
W połowie XIX wieku parafia prowadziła szkołę niedzielno-robotniczą, gdzie m.in. ksiądz proboszcz Starzyński uczył religii w niedzielę, a Urząd Miasta utrzymywał nauczyciela tkactwa, historii, polskiego i rachunków. Katolicy stanowili w tym czasie najmniej liczną i najbardziej ubogą grupę wyznaniową.
Oficjalny remont kościoła rozpoczął się w 1883 r. Niewielka zamożność parafian nie pozwoliła na wcześniejsze prace. W 1887 roku (lub 1885) wydłużono nawy, zbudowano wieżę, dobudowano kaplicę, Wymieniono obraz „Świętej Rodziny” na obraz „Świętego Józefa z dzieciątkiem Jezus”, a nad ołtarzem głównym umieszczono obraz „św. Katarzyny”.

### XX wiek

#### OkresI wojny światowej
Pod koniec I wojny światowej, w 1918 r., żołnierze niemieccy rozebrali zarekwirowali organy kościelne, pomimo odmowy proboszcza. Skutkiem tego szemranie mieszkańców miasta, jakoby miało się to stać za zezwoleniem duchownych, urosło do tego stopnia, że aż Konsystorz Generalny Archidiecezji Warszawskiej wystosował pismo, w którym zaprotestował przeciw tym pomówieniom.

#### OkresII RP
Podczas wojny polsko-bolszewickiej, na terenie parafii znajdował szpital wojskowy – zmarłych żołnierzy pochowano na parafialnym cmentarzu.
W 1920/1921 r. powstał Domu Zgromadzenia Sióstr Urszulanek w Ozorkowie, jako trzecia placówka tego Zgromadzenia.
Po odzyskaniu niepodległości po I wojnie światowej, nastąpiły liczne inwestycje w celu upiększenia świątyni oraz pomieszczeniu licznych, przybywających tłumnie wiernych, którzy nie mieścili się w dotychczasowym, ciasnym wnętrzu świątyni.
W 1925 r. zelektryfikowano kościół oraz otrzymano nowe dzwony. W 1930 r. zamontowano nowe organy w kościele. W okresie 1932–1934, dokonano rozbudowy kościoła: wybudowano dwie nawy, kaplicę (wg zapisu na stronie kurii – dwie), a także zakrystię i skarbiec. Ponadto powstała wikariatka i kino parafialne i zakupiono teren pod nowy cmentarz.
Dnia 14 maja 1932 r. skradziono dwie platerowane puszki z tabernakulum w kościele parafialnym.
W 1936 r. budowano salę parafialną (w której następnie skupiało się życie kulturalne i religijne parafii), przy powstaniu której pomagały dziewczęta z Katolickiego Stowarzyszenia Młodzieży Żeńskiej. 3 sierpnia tegoż roku wyruszyła kilkusetosobowa pielgrzymka na Jasną Górę.
W 1937 r., doszło do kolejnego konfliktu między właścicielami a pracownikami największej fabryki włókienniczej (fabryki Schlössera) w Ozorkowie. Robotnicy, doprowadzeni do ostateczności, w ramach strajku, przez 6 tygodni okupowali fabrykę z powodu krzywdzących warunków pracy. Ówczesny właściciel fabryki, Mayer Floger, wymówił pracę wszystkim pracownikom, a podczas strajku, przy pomocy kordonu policyjnego, odcięto strajkujących od dostaw żywności, aby tym sposobem przerwać strajk pracowników. Staraniem i pod przewodnictwem proboszcza, ks. Leona Stypułkowskiego, społeczność w Ozorkowie zorganizowała i dostarczyła żywność głodującym strajkującym. Nim tak się stało, brama była zamknięta, lecz proboszcz mową przełamał opór kordonu policyjnego. Dostawy trwały kilka dni. Proboszcz, broniąc robotników przed wyzyskiem ze strony fabrykantów, pisał listy do ówczesnych władz – do premiera Sławoja Składkowskiego. Sprawa została nagłośniona w kraju. Ze strony rządu przybył delegat premiera – dr Wrona. Po tych wydarzeniach doszło do rokowań i ugody między zwaśnionymi stronami, a strajk zakończono.
W 1937 r. (lub w 1938 r.), staraniem proboszcza założono nowy cmentarz, znajdujący się przy ul. Podleśnej.

#### OkresII wojny światowej
W obronie Ozorkowa, podczas walk we wrześniu 1939 r., poległo wielu mieszkańców, w tym dzieci. Niektórzy mieszkańcy uczestniczyli w obronie Warszawy.
W 1941 r. kościół został zamknięty przez okupanta oraz sprofanowany. Posłużył jako magazyn zbożowy. W 1942 r. Niemcy zrabowali i przetopili trzy dzwony. Pewnej nocy zniszczono, znajdującą się na rogu Zgierskiej i Krzeszewskiej, figurkę przedstawiającą Jezusa Chrystusa z krzyżem na ramieniu.
Księża zostali wysłani do niemieckiego obozu koncentracyjnego Dachau. Wśród nich znajdował się:
- proboszcz ks. kan. Leon Stypułkowski[4][18][26], aresztowany (po raz pierwszy, dnia 9 listopada 1939 r[6][19][26]. przez gestapo[6][19], zwolniony za wstawiennictwem[6][26] władz kościoła, a także[6] ówczesnego pastora ewangelickiego w Ozorkowie[6][26], Teodora Bergmana[6]) i zabrany 6 października 1941 r.[6][21][26] (w kwietniu 1940 wg K. Wojewody)[25], który następnie zginął w komorze gazowej[4][21][26] w TA Hartheim[21][26];
- wikariusz ks. Zygmunt Mikołajewski, aresztowany i zabrany 6 października 1941 r. (w kwietniu 1940 wg K. Wojewody)[25], który następnie zginął z wycieńczenia, głodu i tyfusu, na który zachorował podczas opieki nad chorymi w szpitalu obozowym w KL Dachau[27].

#### OkresPRL
Po zakończeniu wojny, kościół wrócił do właścicieli. Rozpoczęły się kolejne inwestycje, m.in. zainstalowano nową radiofonię w dniu 6 grudnia 1981 r. Sala parafialna (zwana też domem parafialnym) została przejęta i zamieniona w Kino „Ludowe” przez władze komunistyczne, zarządzana przez OPRF w Łodzi.
Dnia 5 sierpnia 1946 r. uroczyście poświęcono autocysternę, a 1 lutego 1947 r. również drugi, już zmontowany samochód oraz sztandar należące do OSP w Ozorkowie.
W 1962 r., parafianie ufundowali tablicę, upamiętniającą ks. kan. Leon Stypułkowski, która została wmurowana w kościół parafialny. Została odnowiona w latach 80. XX w.
4 maja 1982 r. rozpoczęto budowa kaplicy pw. Najświętszej Maryi Panny Bolesnej (pw. Matki Boskiej Miłosierdzia) na starym cmentarzu, która powstała z pomocą wiernych. Dnia 31 października 1982 r., ksiądz proboszcz sprawował w niej pierwszą Mszę świętą. Bp Józef Rozwadowski (ówczesny ordynariusz) dnia 13 października 1984 roku dokonał poświęcenia tejże kaplicy. Bp Władysław Ziółek (kolejny ordynariusz) w roku 1986 poświęcił cztery, nowe dzwony wykonane w Przemyślu, a ufundowane przez wiernych, które zamontowano przy kaplicy.
Budowa nowej plebanii i sal przeznaczonych na spotkania młodzieży trwała 2 i pół roku. Przy pracach budowlanych znacznie zaangażowali się parafianie.

#### OkresIII RP
W 1990 r. parafia odzyskała budynek przedwojennej sali parafialnej, służącej w PRL jako kino i wyremontowanej w połowie lat 70. Budynek ów oddano w dzierżawę p. Gołębiowskiemu z Łodzi (na rok), a następnie (w dniu 1 listopada 1991 r.) spółce cywilnej „ARANDA”.
Między 1990 a 1994, podczas transformacji systemowej, Urząd Miejski w Ozorkowie dokonał zmian nazw niektórych ulic.
11 stycznia 1991 r. do Szkoły Podstawowej nr 2 w Ozorkowie przybył ks. bp Władysław Ziółek. Odbyło się spotkanie opłatkowe z nauczycielami wraz z księżmi dekanatu ozorkowskiego. Dzieci zaprezentowały program artystyczny pt. „Aby w Waszych sercach było zawsze Boże Narodzenie”.
W grudniu 1991 r. Rada Miasta przyjęła ustawę o zawieszeniu krzyża w sali posiedzeń, który to ksiądz proboszcz uroczyście poświęcił miesiąc później.
19 marca 1992 r. uroczystości odpustowe celebrował ks. dr Andrzej Świątczak – pierwszy dyrektor (od 13 września 1988 r. do dnia śmierci dnia 8 stycznia 2004 r.) łódzkiej filii UKSW.
Z racji piątej rocznicy II Kongresu Eucharystycznego i wizyty Jana Pawła II, dnia 14 czerwca 1992 r., odbyła się tradycyjna procesja ulicami Łodzi, w której wzięła udział asysta kościelna wraz z osobami towarzyszącymi.
2 sierpnia 1992 r. abp Władysław Ziółek erygował parafię pw. Najświętszej Maryi Panny Królowej Polski w Ozorkowie, wyłączając ją z części tej parafii. Został również poświęcony plac pod budowę nowego kościoła. Obok budowanej świątyni wzniesiono prowizoryczny kościół, a parafianie nowej parafii mogli dalej korzystać z posług religijnych w dotychczasowej świątyni.
4 kwietnia 1995 r. do Ozorkowa przybył ks. bp Adam Lepa, zaproszony przez nauczycieli oraz siostry Urszulanki. Po mszy świętej w kościele przy ul. Łęczyckiej odbyło się spotkanie dyskusyjne nt. propagandy w mediach. Księdzu biskupowi wręczono także Drogę Krzyżową, którą 31 marca tegoż roku, nauczyciele przeprowadzili w kaplicy na Starym Cmentarzu.
18 czerwca 1995 r., z racji obchodów 75-lecia istnienia Zgromadzenia Sióstr Urszulanek w Ozorkowie, w kościele przy Łęczyckiej odbyła się uroczysta msza święta Jubileuszowa z Procesją Eucharystyczną, która była sprawowana przez ks. bpa Adam Lepę.
Dnia 7 czerwca 1999 r. papież Jan Paweł II udzielił błogosławieństwa strażakom i poświęcił nowy sztandar Ochotniczej Straży Pożarnej w Ozorkowie, która obchodziła jubileusz 100-lecia.

### XXI wiek
W czerwcu 2001 r., staraniem proboszczów i parafian obu parafii istniejących w Ozorkowie, rozpoczęto budowę kaplicy na nowym cmentarzu. Ks. abp Władysław Ziółek poświęcił ją dnia 28 września 2002 r.
14 października 2005 r. abp metropolita Władysław Ziółek poświęcił, stworzony przez prof. Czesława Dźwigaja, pomnik papieża Jana Pawła II, który postawiono przed wejściem do kościoła, aby był:

„symbolem wielkości pontyfikatu Papieża Pielgrzyma, który stał się ogromnym autorytetem moralnym, etycznym i religijnym całego świata”

Lista ofiarodawców pomnika spoczęła w kruchcie kościoła.

## Miejsca kultu

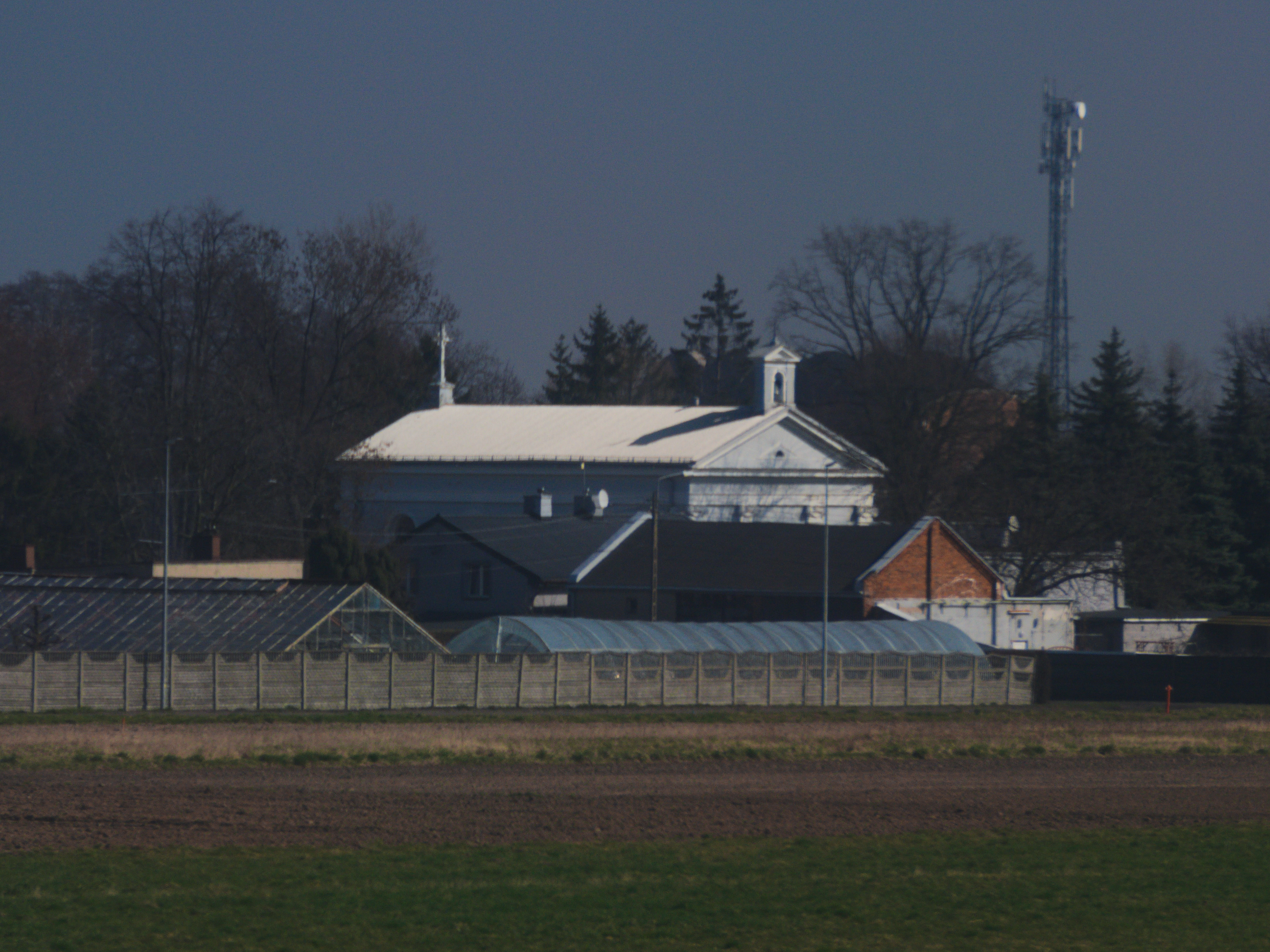
Kościół rektoralny w Ozorkowie (2019)

### Kościół parafialny
Od czasu wybudowania (i konsekracji) w 1668 r. nie został przeniesiony, nie uległ konwersji, ani nie został doszczętnie zniszczony, pomimo sprofanowania i zdewastowania przez okupanta w trakcie II wojny światowej. Jest najstarszym zabytkiem architektonicznym w mieście.

### Kościoły filialne i kaplice

#### Kościół pw. Najświętszego Serca Jezusowego w Ozorkowie
Kościół pw. Najświętszego Serca Jezusowego w Ozorkowie – kościół rektoralny sióstr Urszulanek na Bugaju, w Domu Zakonnym Sióstr Urszulanek SJK na ul. Łęczyckiej 30.

Wybudowany w latach 1928–1929 w co zaangażował się „Komitet Budowy”, utworzonego przez władze miejskie. Konsekrowany dnia 1 grudnia 1929 r. przez ks. bp Wincentego Tymienieckiego.
| Imię         | Waga   | Ton | Zdjęcie |
| ------------ | ------ | --- | ------- |
| Maryja       | 629 kg | Gis |         |
| Józef        | 305 kg | C   |         |
| Jan Paweł II | 178 kg | Dis |         |
| Maryja       | 89 kg  | G   |         |

#### Kaplica pw. Najświętszej Maryi Panny Bolesnej w Ozorkowie
Kaplica pw. Najświętszej Maryi Panny Bolesnej w Ozorkowie (pw. Matki Boskiej Miłosierdzia) – zbudowana na starym cmentarzu grzebalnym, na miejscu dawnego domu grabarza z kostnicą.
4 maja 1982 r. rozpoczęto budowę kaplicy, która powstała z pomocą wiernych, określanego jako „spontaniczny czyn społeczny”. Według kierownika budowy p. Kałkowskiego, nieraz zgłaszało się po 300 osób chętnych do pracy. Ksiądz proboszcz sprawował w niej pierwszą mszę świętą dnia 31 października 1982 r. Ks. bp Józef Rozwadowski dnia 13 października 1984 roku dokonał jej poświęcenia.
Ks. bp Władysław Ziółek w roku 1986 poświęcił cztery nowe dzwony wykonane w Przemyślu, w pracowni Jana Felczyńskiego, a ufundowane przez wiernych, które zamontowano przy kaplicy.
Na frontowej elewacji znajduje się tablica informująca o dacie budowy kaplicy. Drugą tablica głosi:

„ks. Jerzemu Popiełuszce, patronowi „Solidarności”, męczennikowi za Wiarę i Ojczyznę, zamordowanemu 19.X.1984 r. przez oficerów S.B.”

#### Kaplica pw. św. Marcina w Ozorkowie
Kaplica pw. św. Marcina w Ozorkowie – zbudowana w latach 2000–2002 na nowym cmentarzu grzebalnym

#### Dawniej posiadane lub użytkowane przez parafię świątynie
Przez krótki czas po II wojnie światowej, parafia posiadała kościół parafii protestanckiej, który został przejęty po okresie funkcjonowania jako obóz przejściowy dla ewangelików (powyżej 14 roku życia) z Ozorkowa, którzy to później zostali przeprowadzeni do obozu na Sikawie w Łodzi. Obóz w Ozorkowie został zamknięty, a kościół przekazany w administrację parafii rzymskokatolickiej w Ozorkowie. Jako kościół pw. św. Tadeusza w Ozorkowie był miejscem sprawowania nabożeństw dla dzieci i młodzieży. Kościół ten, w wyniku procesu sądowego został zwrócony parafii protestanckiej w 1953 r.

### Ołtarze
W parafii, oprócz ołtarzy stałych w kościołach, na terenie parafii znajdowały się ołtarze m.in.:
- W roku 1994, z okazji uroczystości Bożego Ciała na ołtarzu tymczasowym, który znajdował na Placu Jana Pawła II. Procesja bożocielna szła ul. Listopadową[45].

### Cmentarze

#### Nowy cmentarz
Nowy Cmentarz miejski w Ozorkowie przy ul. Podleśnej – o powierzchni 4,8 ha (4,7731 ha). Założony w 1938 r. staraniem ks. Leona Stypułkowskiego. Na cmentarzu tym pochowano m.in.: uczestników kampanii wrześniowej 1939 r.

#### Stary cmentarz
Cmentarz parafialny tzw. „stary” w Ozorkowie – mieści się przy ul. Zgierskiej 37, między ul. Dolną i ul. Cmentarną. Rozciąga się na powierzchni 2,7 ha (2,6362 ha). Znajduje się na stoku wysoczyzny, opadającym ku południu i zachodowi. Z cmentarza roztacza się widok na dolinę Bzury z Zalewem Ozorkowskim i Nowe Miasto z zauważalnym kościołem, zabudową przemysłową oraz wielorodzinną zabudową mieszkaniową.
Cmentarz jest otoczony stylowym ogrodzeniem z przełomu XIX/XX w., wykonanym z nieotynkowanej od wewnątrz cegły, zdobione arkadowym fryzem podokapowym oraz z zadaszeniem wykonanym z ocynkowanej blachy. Na cmentarzu zachowało się 5 dębów, w tym dwa będące pomnikami przyrody.
| Drzewo         | Obwód            | Współrzędne            | Imię!Data utworzenia/Podstawa prawna |                                                                                      |
| -------------- | ---------------- | ---------------------- | ------------------------------------ | ------------------------------------------------------------------------------------ |
| Dąb szypułkowy | 502 cm (2012 r.) | 51°57′17″N, 19°18′17″E | –                                    | 16.12.1991/Zarządz. Woj. Łódzkiego Nr 12/91 (Dz. U. W. Ł. Nr 11, poz. 235 z 1991 r.) |
| Dąb szypułkowy | 400 cm (2012 r.) | 51°57′18″N, 19°18′19″E | –                                    | 16.12.1991/Zarządz. Woj. Łódzkiego Nr 12/91 (Dz. U. W. Ł. Nr 11, poz. 235 z 1991 r.) |

##### Historia cmentarza
Według zapisków w dokumentach parafialnych, istniał od niepamiętnych czasów.
Zmarłych zaczęto chować na tym cmentarzu zapewne w latach 30. XIX w., po zapełnieniu przestrzeni cmentarza przykościelnego.
Na początku XIX w., Geometra August Dornstein wytyczył działkę u zbiegu ul. Dolnej i ul. H. Sienkiewicza (ówczesna ul. Śmiertelna), wyznaczoną na pochówek dla katolików, przez Ignacego Starzyńskiego, właściciela Ozorkowa. Działka miała wtedy powierzchnię jednej morgi chełmińskiej, tj. ok. 0,56 ha. Z biegiem lat, zmarłych grzebano w coraz wyższych partiach stoku wysoczyzny, przesuwając granicę w kierunku północno-wschodnim. Obszar cmentarza osiągnął swą maksymalną powierzchnię w 1964 r., kiedy to wykupiono i przyłączono pas ziemi wzdłuż ul. Zgierskiej między bramą a ul. Dolną, który wymagał wyrównania z powodu istnienia stromego, pięciometrowego pagórka.
Katolicki (i ewangelickie, na cmentarz sąsiedni) kondukty żałobne przemierzały trasę na cmentarz ulicą Śmiertelną do czasu utworzenia i otwarcia bram od ul. Zgierskiej. Od tamtej pory ul. Śmiertelną przemierzały jeszcze kondukty żałobne wyznawców judaizmu. Dawna brama znajdowała się w południowo-zachodnim, ostrokątnym krańcu cmentarza i prowadziła również na cmentarz ewangelicki. Mały pas terenu zajmowały miejsca pochówku dla wiernych wyznania prawosławnego (przeważnie pochodzenia rosyjskiego), których liczba zamieszkujących w Ozorkowie nie przekraczała 50 osób.
Za czasów proboszcza ks. Ignacego Wypyskiego, za jego przyczyną cmentarz zyskał dom grabarza mieszczący kostnicę, żeliwną bramę oraz murowany parkan w miejsce poprzedniego, drewnianego płotu, który był rozkradany na opał.
Dnia 30 sierpnia 1911 r. dokonano uroczystego poświęcenia cmentarza przez ks. bp Kazimierza Ruszkiewicza.
Po wschodniej stronie bramy znajdował się dom grabarza mieszczący kostnicę. W 1982 r. na jego miejscu postawiono kaplicę pw. Najświętszej Maryi Panny Bolesnej w Ozorkowie (lub pw. Matki Boskiej Miłosierdzia lub Miłosiernej).

##### Groby
Na cmentarzu tym pochowano m.in.: uczestników powstania styczniowego; żołnierzy zmarłych w szpitalu wojskowym podczas wojny polsko-bolszewickiej; poległych w obronie Ozorkowa, podczas walk we wrześniu 1939 r. Jako że parafianie stanowili głównie ubogą warstwę społeczną miasta, więc dominowały ubogie mogiły ziemne.
Na cmentarzu tym znalazły się m.in. groby:
- Jana Rządkowskiego – zmarłego 1838 r. Najstarszy i najokazalszy na tym cmentarzu nagrobek[52]. Znajduje się w pobliżu pola grobowego rodziny Waltratusów[52]. Wykonany w stylu historyzmu z piaskowca i wapienia, w formie czterościennego, dwustopniowego cokołu z figurą postaci kobiecej trzymającą w prawej ręce gałązkę oliwną, w lewej wieniec laurowy[52]. Figura symbolizuje anioła w długim, pofałdowanym chitonie, zgiętą w łokciu, lewą ręką opierając się o pień ściętego drzewa, na którym znajduje się zawieszoną na sęku tarcza z tekstem „Pokój jego prochom”[52]. Inskrypcja wykonana w dolnej części postumentu[52].
- ks. kan. Lucjana Domagały[49] – grób proboszcza, zmarłego w 1989 r. Nagrobek w formie poziomej płyty z jasnego granitu[49].
- ks. Mieczysława Klimkiewicza[49] – grób proboszcza, zmarłego w 1979 r. Nagrobek w formie płyty z lastriko, bez cech szczególnych[49].
- ks. Ignacego Wypyskiego[49] – grób proboszcza, zmarłego w 1908 r. Nagrobek w formie płyty z lastriko, bez cech szczególnych[49].
- Adolfa Legisa – grób lekarza, zmarłego w 1934 r., znany i szanowany ze swej wiedzy medycznej i bezinteresownego leczenie ubogich pacjentów; uczestnik wojny rosyjsko-tureckiej w Bułgarii[49] – grób ten, który znajdował się przy dębie, nie zachował się[49].
- kilkanaście mogił żołnierzy walczących w armii niemieckiej podczas I wojny światowej – obszar powierzchni 7×3 m, położony w zachodniej, dolnej części cmentarza[49]. Mogiły ziemne z betonowymi tablicami z danymi poległych, zniszczone w 1967 r., co wywołało oburzenie części społeczeństwa miejskiego[49]. Póki mogiły istniały, opiekowali się nimi harcerze[49].
- zbiorowa mogiła ok. 30 żołnierzy radzieckich, poległych w walce z Niemcami lub w szpitalu polowym w Ozorkowie w 1945 r[52]. – stożkowy obelisk z betonu (dawniej z wieńczącą go czerwoną gwiazdą), płyta z lastriko (była już popękana w 2012 r.) oraz żelazny krzyż[52]. W 2012 r. miejsce wyraźnie zaniedbane[52].
- Konrada Chojnackiego – grób jednorocznego, zmarłego w 1911 r[53]. Nagrobek wykonany przez firmę kamieniarską Władysława Czaplińskiego z Łodzi; w stylu historyzmu z cechami secesyjnymi; z piaskowca i wapienia; w formie płyty na podmurówce (góra w kształcie dachu dwuspadowego), wraz z postumentem, a na nim kapliczką, znajdującym się u wezgłowia[53]. Czterowierszowe epitafium pod płaskorzeźbą, przedstawiającą zapalony znicz[53]. Postument dekorowany w części górnej, znajdujące się w górnej części cokołu[53]. Kapliczka o przekroju owalnym z niszą[53]. Część lewa, mieszcząca niszę, flankowana kwiatem maku[53]. W niszy figura chłopca w sukience z kołnierzykiem marynarskim i bucikami zapinanymi na guziczki. W lewej ręce bukiet maków[53].
- Jana Adamca – grób lekarza, zmarłego w 1961 r[53]. Nagrobek z obeliskiem[53].
- Wiesława i Emilii Majewskich – grób właściciela hotelu przy Rynku, animatora życia kulturalnego w Ozorkowie, zmarłego w 1902, oraz jego żony[53]. Nagrobek wykonany przez firmę kamieniarską Władysława Czaplińskiego z Łodzi; w stylu historyzmu z cechami secesyjnymi; z piaskowca i wapienia; w formie postumentu o owalnym przekroju[53]. W części górnej wykuty krzyż łaciński[53]. Dekorowany płaskorzeźbami tulipanów oraz rzeźbą chłopca w długiej marynarce, krótkimi spodenkami i bucikami zapinanymi na guziczki[53]. W lewej ręce bukiet kwiatów, prawa oparta o postument[53]. W zwieńczeniu rzeźba popiersia mężczyzny z wąsami i brodą; w marynarce i koszuli z krawatem[53].
- Wawrzyńca i Józefa Smolarkiewiczów – grób nauczyciela zmarłego w 1895 r. i jego żony, także nauczycielki, zmarłej w 1894 r[53]. Nagrobek ogrodzony prostopadłościennymi słupkami złączonymi prętami; wykonany przez warsztat kamieniarski Ludwika Hanke w Zgierzu; w stylu historyzmu; z piaskowca i skałek; w formie czterościennego postumentu na prostokątnym cokole[53]. W zwieńczeniu krzyż imitujący sękaty pień drzewa oplatanego bluszczem[53]. Tablica inskrypcyjna zdobiona główkami maku (u góry) i płaskorzeźbami: liść palmowy (po prawej) i wieniec laurowy (po lewej) – znajduje się w węższej, górnej części postumentu[53]. Część dolna zdobiona płaskorzeźbą rogu obfitości i wstęgą z tekstem „Za dobrą pieczołowitość i pracę”[53]. Epitafium na tablicy na cokole: „Wdzięczni uczniowie, uczennica i mieszkańcy Ozorkowa swym długoletnim Nauczycielom”[53].
- Andrzeja Targalskiego – grób zmarłego w 1895 r.[53] Nagrobek wykonany w stylu historyzmu; w formie płyty nagrobnej i pionowej steli zakończonej tympanonem. W zwieńczeniu, na małym postumencie nad tympanonem, krzyż żeliwny z postacią Chrystusa, napisem INRI (trudno czytelnym) i rozetką z roślinną plecionką[53].
- Mieczysława Flanca – grób żołnierza II Brygady Legionów, uczestnika wojny obronnej w 1939 r., żołnierza AK, odznaczonego krzyżem Virtuti Militari zmarłego w 1973 r[53].
- Pole grobowe sióstr urszulanek – ogrodzone niskim żelaznym płotem, z krzyżem z ciemnego granitu, z pionowo osadzoną tablicą informującą o spoczywających na tym polu siostrach urszulankach Serca Jezusa Konającego, zasłużonych w posłudze religijnej i oświatowo-wychowawczej[40]. W dwóch rzędach mieści 12 małych, lastrikowych płytek nagrobnych[40].
- Pole grobowe małżeństwa Kapeckich – otoczone ażurowym ogrodzeniem z kutego żeliwa, dekorowane motywem roślinnym[40]. Dwa nagrobki wykonane w stylu historyzmu; z piaskowca; w formie prostokątnych płyt[40]. Zdobione krzyżem (po lewej) i gałęzią palmową wraz z wieńcem laurowym ze wstęgą (po prawej), o napisie „Matce ukochanej córka”[40]. Na lewej płycie część inskrypcji wskazuje na spoczywającą Józefę z Cichockich Kapecką, która zmarła w 1989 r[40]. Na prawej płycie, gdzie pochowano jej męża, napis nieczytelny[40].
- Józefa Jóźwiaka – grób ppor. Wojska Polskiego, patrioty, działacza społecznego, uczestnika Bitwy Warszawskiej i pościgu za wojskami bolszewickimi za Wilno, odznaczonego krzyżem „Obrońcy Ojczyzny 1918-1921”, zmarłego w 1996 r[40].
- Walerii Ciurabskiej – grób zmarłej w 1898 r[40]. Wykonany przez warsztat kamieniarski Ludwika Hanke w Zgierzu; w stylu historyzmu; z piaskowca i wapnia; w formie postumentu imitującego pień drzewa[40]. W zwieńczeniu mała figurka Maryi Niepokalanej w fałdowanej szacie i długich, pofalowanych włosach[40]. Ręce złożone na piersiach. Stopy wsparte na kuli ziemskiej, zgniatają głowę gada[40]. Inskrypcja na tablicy w formie tarczy: „Pamiętajcie, że nie wiecie dnia ani godziny”[40].
- Zygmunta Lewandowskiego – grób żołnierza AK, odznaczonego Virtuti Militari, zmarłego w 1974 r[40].
- Grób rodziny Jakuba Dudczaka – grób rodziny nauczyciela; dyrektora Szkoły Powszechnej Nr 1 w Ozorkowie, działacza w PPS i w ZNP, zmarłego w 1972 r[40].
- Pole grobowe rodziny Czerwińskich[40]:
  - Antoniego Czerwińskiego – grób weterana z 1863 r., ur. 1828 r., zmarłego w 1904 r[40]. Inskrypcja na małej, podłużnej tabliczce z czarnego granitu, umieszczona pod tablicą z informacjami dot. Jerzego Czerwińskiego[40].
- Euforyzma Wincentego Kulejowskiego (lub Kulejewskiego[54], lub Sulejowskiego[55]) i jego żony[40] – zabytkowy[54] grób uczestnika Powstania Styczniowego[40][54]. Nagrobek z żelaznym, ażurowym krzyżem z ramami w których znajdują się liście pomalowane na biało, ułożone jodełkowato[40]. Liczba 1863, pomalowana na biało i czerwono, umieszczona w przecięciu ramion krzyża[40]. U dołu dwie, skrzyżowane kosy powstańcze[40]. Długo zaniedbany, oczyszczony w 1991 r. przed uroczystością Wszystkich Świętych przez harcerzy ZHP hufca w Ozorkowie[54].
- Wacława Kropp i Teodozji Kropp z Waltratusów – grób patriotki, nauczycielki i kierowniczki szkół w Ozorkowie, zmarłej 1978 r. oraz symboliczne miejsce spoczynku jej męża – burmistrza w latach 1923–1939, zamordowanego w Dachau w 1941 r[40]. Nagrobek w formie płyty[40].
- ogrodzone barierką pole grobowe rodziny Waltratusów, ludzi zaangażowanych w działania społeczne oraz pedagogiczne[52]:
  - ks. Anastazego Goszczyńskiego – grób księdza zmarłego w 1889 r[52]. Nagrobek w formie prostokątnego postumentu ze skałek, osadzony na trzystopniowym cokole, na dwustopniowej podmurówce, wykonany w stylu historyzmu, autorstwa A. H. Landau z Łęczycy. Inskrypcja w formie rozwiniętego rulonu, wykuta w górnej części postumentu. W zwieńczeniu krzyż łaciński imitujący sękaty pień drzewa.
  - Marii Waltratus – grób zmarłej, w 14 roku życia, w 1900 r. – Nagrobek w formie pionowej płyty na podstawie z postumentem i dwoma schodkami[52]. W zwieńczeniu krzyż z piaskowca o fazowanych ramionach ze ściętymi krawędziami, umieszczony na czterospadowym daszku z gzymsem[52].
  - Antoniego Waltratusa i Teodozji z Goszczyńskich – Nagrobek w formie płyty z piaskowca[52]. Górna krawędź fazowana, z krzyżem łacińskim ujętym w dwie gałązki oliwne[52].
- Wincentego Rosińskiego – grób fabrykanta, społecznika, działacza OSP, zmarłego w 1958 r[52].

##### Otoczenie
W pobliżu, na południe od tego cmentarza, znajdują się niekatolickie cmentarze:
- sąsiadujący cmentarz ewangelicki z 1807 r.[6][48];
- dawny kirkut przy ul Sosnowej[6][56][57], funkcjonujący w latach 1821–1942[57], stopniowo likwidowany przez okupanta, wykorzystując terroryzowanych Żydów[56]. Po wywiezieniu ostatniego transportu Żydów, tablice nagrobkowe ułożono na ul. Łęczyckiej i ul Kolejowej, jako płyty chodnikowe[24]. Po wojnie Gmina Żydowska postanowiła sprofanowane nagrobki przenieść na teren zniszczonej synagogi, skąd wróciły z powrotem, gdy w miejsce synagogi rozpoczęto budowę budynku poczty[24]. W tym czasie dawny kirkut był porośnięty lasem sosnowym, posadzonym na prośbę Gminy Żydowskiej[24]. Stamtąd nagrobki zostały rozkradzione przez okolicznych mieszkańców[24].
- dawny cmentarz choleryczny z XIX w.[6][57] – nieogrodzony, zniwelowany[6], znajdował się w okolicy ul. Nowokrzeszewskiej i Wiejskiej[6][57], gdzie początkowo, ukradkiem, bez udziału kapłana grzebano bezimiennych, a później zmarłych na skutek zarazy z 1852 r. i jej kolejnych fal, która szerzyła się na ziemiach centralnej Polski[6].

#### Cmentarz przy kościele parafialnym
Dawniej, po wschodniej stronie kościoła parafialnego, znajdował się cmentarz przykościelnych. W XX wieku w tym rejonie powstał budynek kina „Ludowe”, czyli przedwojennej sali parafialnej. Obszar dawnego cmentarza, rozciągał się prawdopodobnie po miejsce, gdzie wybudowano budynek mieszczący restaurację „Stylowa”. Cmentarz ten zniwelowano na początku XIX w. – w okresie przekształcania i rozbudowy miejscowości w miasto przemysłowe.

## Proboszczowie
Od dnia 28 października 1925 r., w którym utworzono dekanat ozorkowski, każdy proboszcz nowo mianowany do tej parafii, równocześnie piastuje funkcję dziekana tegoż dekanatu (wg artykułu P. Górnego, piastowanie funkcję dziekana rozpoczęło się jeszcze w dniu przyłączenia parafii do diecezji łódzkiej dnia 10 grudnia 1920 r.).
| Okres pełnienia funkcji                            | Okres pełnienia funkcji     | Proboszcz                   | Lata życia                   | Uwagi |
| od                                                 | do                          | Proboszcz                   | Lata życia                   | Uwagi |
| -------------------------------------------------- | --------------------------- | --------------------------- | ---------------------------- | --- |
| był proboszczem w roku 1729                        | był proboszczem w roku 1729 | ks. Żółtowski               |                              | |
| ...                                                |                             |                             |                              | |
| był proboszczem w XIX wieku                        | był proboszczem w XIX wieku | ks. Starzyński              |                              | uczył religii w szkole niedzielno-robotniczej                                                              |
| ...                                                |                             |                             |                              | |
|                                                    |                             | ks. Ignacy Wypyski          | ...–1908                     | przyczynił się do modernizacji bramy i ogrodzenia cmentarza                                                |
| ...                                                |                             |                             |                              | |
| 1918                                               | 1929                        | ks. Józef von Borenszted    | 1880–1938                    | skarbnik Kapituły Katedralnej Łódzkiej                                                                     |
| 1929                                               | 1932                        | ks. Franciszek Jeliński     |                              | |
| 9 września 1932                                    | 1941                        | ks. kan. Leon Stypułkowski  | 24 marca 1889 – 28 maja 1942 | nagrodzony rangą kapitana i orderem Virtuti Militari; Zginął w Dachau, w komorze gazowej w TA Hartheim     |
| 1945                                               | 1947                        | ks. Władysław Rogowski      |                              | |
| 1947                                               | 1948                        | ks. Stanisław Wiśniewski    | 1891–1954                    | kanonik gremialny Kapituły Katedralnej Łódzkiej.                                                           |
| 1948                                               | 1960                        | ks. Leon Leszczyński        |                              | |
| 1960                                               | 1964                        | ks. Ryszard Moskwa          |                              | |
| 1965                                               | 1975                        | ks. Kazimierz Bałczewski    | 1911–1985                    | ojciec duchowny i wykładowca Seminarium Duchownego, kanonik gremialny Kapituły Katedralnej Łódzkiej.       |
| 1975                                               | 1979                        | ks. Mieczysław Klimkiewicz  | ...–1979                     | |
| 1980                                               | 1989                        | ks. Lucjan Domagała         | ...–1989 po 56 latach        | Za jego czasów powstała kaplica na starym cmentarzu i przyczynił się do założenia instalacji wodociągowej. |
| 1989                                               | 2016                        | ks. Grzegorz Ząbecki        |                              | |
| 2016 mianowany proboszczem dnia 1 sierpnia 2015 r. |                             | ks. Zbigniew Kaczmarkiewicz |                              | |

## Działalność parafialna

### Dokumenty parafialne
Najstarsze dokumenty parafialne, to akta sześciu chrztów św. (pierwsze 23 stycznia) z 1729 r. W okresie II wojny światowej, wiele dokumentów zniszczono lub zostały rozproszone. W archiwum parafii znajduje się wiele dokumentów z XIX i XX wieku. Zachował się m.in. spis inwentarza parafii z 1937 r. i księga nawróconych (Liber conwersorum), w której opisano 65 przypadków nawróceń na katolicyzm z okresu od roku 1893 do dnia 17 kwietnia 1970. Wśród nawróconych znaleźli się dotychczasowi mariawici, luteranie, a także ukraińscy żołnierze i oficerowie wyznania prawosławnego (w trakcie i po wojnie wojnie polsko-bolszewickiej mieszkali przy baonie białostockiego pułku piechoty).
W parafia prowadzone następujące księgi metrykalne:
| Księga       | Rok        | Uwagi              |
| ------------ | ---------- | ------------------ |
| ochrzczonych | od 1889 r. | Brak lat 1941–1945 |
| zaślubionych | od 1885 r. | Brak lat 1941–1945 |
| zmarłych     | od 1884 r. | Brak lat 1941–1945 |

### Grupy parafialne i formy duszpasterstwa
W okresie pod zaborami i w II RP działały m.in.:
- Bractwo Wstrzemięźliwości – założone dnia 30 kwietnia 1865. Do 1906 r. wstąpiło przeszło tysiąc osób. Członkowie zobowiązywali się do abstynencji alkoholowej. 3 lutego sprawowano msze święte w intencji tych, którzy do śmierci wytrwali w przyrzeczeniu[64].
- Bractwo „Szczęśliwego zejścia, czyli śmierci” – założone dnia 16 września 1821 r.[63];
- Chór sumowy „Jutrzenka”, w 1932 r. przemianowany na „Lira” – posiadał własną pieczęć oraz statut, oparty na ustawie chórów zgierskich i Wielkopolskiego Związku Kół Śpiewaczych. 19 marca urządzał „Dzień kwiatka”. Organizował zabawy w sali „Sokół” przy ówczesnej al. Piłsudskiego (od lat 90. XX w., zwanej ul. Kardynała Stefana Wyszyńskiego[65])[63];
- Chór „Gregoriański” – założony dnia 13 lipca 1931 r. Członkowie wchodzili w skład „Liry”[63];

W okresie II RP spotykały się grupy parafialne, działał chór pod kierownictwem p. Szmagaja, wystawiano Mękę Pańską (od Środy Popielcowej), Jasełka.
W okresie III RP działają:
- Koło Radia Maryja[2][66] (Koło Przyjaciół Radia Maryja) – początek istnienia istnienie koła parafialnego datowane jest na 11 lutego 1997 r[67]. Dnia 3 maja 2000 r., członkinie koła zaprezentowały program słowno-muzyczny poświęcony Ojczyźnie[68].
- Żywa Róża[2] – (7 kół[4])
- Koło Różańcowe[66]
- Asysta Parafialna[4][69] (lub Asysta Kościelna[70])
- Bractwo św. Józefa[71]
- Grupa uwielbienia u Sióstr Urszulanek[72]
- Katecheza dla dorosłych[73]
- Matki w Modlitwie[74]
- Ministranci[4][75]
- Ruch Światło-Życie (Oaza)[76]
- Zespół wokalno-muzyczny „Terra Repromissionis”[4][77] – założony ok. 1993 r., Tworzył własne nagrania.
- Schola dziecięca „Aniołki św. Józefa” i młodzieżowa[4]
- Chór męski[4]

## Zasięg parafii

### Liczebność parafian
| Czas                 | Liczebność parafia           | Uwagi                                                                   |
| -------------------- | ---------------------------- | ----------------------------------------------------------------------- |
| ...                  |                              |                                                                         |
| przełom XVIII/XIX w. | kilkanaście osób w Ozorkowie | nie uwzględniając parafian w innych miejscowościach w granicach parafii |
| ...                  |                              |                                                                         |
| połowa XIX w.        | ok. 1100 osób                | ok. 19% społeczności (ewangelicy – ok. 2700; Żydzi – 1998 r.)           |
| ...                  |                              |                                                                         |
| 2021                 | 10 000                       |                                                                         |

### Zmiany administracyjne

#### Zmiany przynależności w strukturach kościelnych
Do 1660 r. Ozorków znajdował się w granicach parafii w Solcy Wielkiej. W 1660 r. erygowano parafię w Ozorkowie. 30 czerwca 1818 r. zakończyła się przynależność parafii do archidiecezji gnieźnieńskiej i archidiakonatu łęczyckiego. W okresie od 30 czerwca 1818 do 10 grudnia 1920, parafia należała do archidiecezji warszawskiej (przyłączona doń bullą papieża Piusa VII „Ex Imposita Nobis”). Od dnia 10 grudnia 1920 r. parafia znalazła się w nowo utworzonej diecezji łódzkiej (włączona doń bullą papieża Benedykta XV „Christi Domini”). Od dnia 28 października 1925 r. parafia znalazła się w nowo utworzonym dekanacie ozorkowskim (włączona doń bullą papieża Piusa XI „Vixdum Poloniae unitas”).

#### Wydzielenie parafii pw.Najświętszej Maryi Panny Królowej Polski w Ozorkowie
2 sierpnia 1992 r. ks. abp Władysław Ziółek erygował parafię pw. Najświętszej Maryi Panny Królowej Polski w Ozorkowie, wyłączając ją z części tej parafii. Wydzielono obszar w granicach:
- Od północy: ul. Konstytucji 3 Maja (str. południowa) od ul. Zielonej do Starego Rynku; tory kolejowe przecinające Stary Rynek (Plac Jana Pawła II[78]); ul. Południowa (po południowej stronie), od Starego Rynku do rzeki Bzury;
- Od wschodu: rzeka Bzura, zachodnie obrzeże Zalewu Ozorkowskiego po granicę parafii w Parzęczewie;
- Od południowego wschodu do północy: granica parafii w Parzęczewie od Zalewu Ozorkowskiego po granicę parafii w Solcy Wielkiej, a następnie granica parafii w Solcy Wielkiej po ul. Konstytucji 3 Maja.

### Miejscowości i ulice
W granicach parafii znajdują się miejscowości:
- Aleksandria,
- Helenów,
- Słowik,
- Wiktorów,
- Zimna Woda

oraz ulice Ozorkowa:

- Berka Joselewicza,
- Brzoskwiniowa,
- Brzozowa,
- Cicha,
- Cmentarna,
- Cegielniana,
- Czereśniowa,
- Dębowa,
- Dolna,
- Gębicka,
- Górna,
- Graniczna,
- Grzybowa,
- Jodłowa,
- Kilińskiego,
- Klonowa,
- Kolejowa,
- Konopnickiej,
- Kościelna,
- Konstytucji 3 maja (strona nieparzysta),
- Kościuszki,
- Krańcowa,
- Krasickiego,
- Krótka,
- Krzeszowska,
- Listopadowa,
- Liściasta,
- Łączna,
- Łąkowa,
- Łęczycka,
- Makowa,
- Malinowa,
- Maszkowska,
- Mickiewicza,
- Morelowa,
- Narutowicza,
- Nowa,
- Nowokrzeszewska,
- Nowy Rynek (stara zabudowa),
- Ogrodowa,
- Orzeszkowej,
- Partyzantów,
- Piaskowa,
- Plac Jana Pawła II,
- Podleśna,
- Polna,
- Południowa,
- Północna
- Poprzeczna,
- Prosta,
- Praga,
- Przejazd,
- Pszeniczna,
- Różana,
- Rydzowa,
- Sienkiewicza,
- Skrajna,
- Słoneczna,
- Słowackiego,
- Solecka,
- Sosnowa,
- Starzyńskiego,
- Stypułkowskiego,
- Sucha,
- Średnia,
- Świerkowa,
- Traugutta,
- Wiatraczna,
- Wiejska,
- Wigury,
- Wiśniowa,
- Wschodnia,
- Wyszyńskiego,
- Zaciszna,
- Zagajnikowa,
- Zakątna,
- Zgierska,
- Zielona,
- Żeromskiego,
- Żwirki,
- Żytnia.